# Т-90АМ
Т-90АМ (Объект 188АМ «Прорыв-2») — глубокая модернизация основного боевого танка Т-90.
Экспортные версии этих модификаций танка известны под наименованиями Т-90СМ/МС.

## История
В 2004 году по инициативе Уральского конструкторского бюро транспортного машиностроения в рамках НИОКР «Прорыв-2» начата разработка вариантов модернизации танка Т-90А. Результатом работы стал танк, получивший название Т-90АМ.

### Дальнейшее развитие
В ходе дальнейшей работы, в рамках уже новой ОКР «Прорыв-3», в основу модернизации танка были положены удачные инженерно-технические решения танков Т-90АМ и Т-90СМ. Также учли войсковой опыт эксплуатации этих машин и их недостатки. Работа по конструированию танка Т-90М «Объект 188М» стартовала в начале 2010-х годов. «Объект 188М» — это вариант комплексной модернизации, охватывающий практически все основные системы танка. Впервые танк был представлен публике на международном военно-техническом форуме «Армия-2018».

## Описание
Средства наблюдения и связи
Установлена новая башня, оснащённая системой управления огнём «Калина» с интегрированной боевой информационно-управляющей системой тактического звена.
Вооружение и броня
Установлен новый автомат заряжания и модернизированная пушка 2А46М-5, а также дистанционно управляемая 7,62-мм зенитная установка «УДП Т05БВ-1». Особое внимание было уделено улучшению возможностей командира по поиску целей и управлению огнём, которые теперь одинаково эффективны и днём и ночью.
Танк оснащён модульной динамической защитой третьего поколения: установлена динамическая защита «Реликт» вместо «Контакт-5».
Убран антинейтронный надбой и заменён на огнестойкий противоосколочный материал типа кевлар, а также улучшена система пожаротушения.
Т-90АМ имеет активную защиту. В ней частично используются узлы комплекса активной защиты «Афганит», который в полной комплектации устанавливается на перспективный танк Т-14. В экспортном варианте танка — Т-90СМ — по желанию заказчика может устанавливаться КАЗ «Арена-Э»; у неё тот же принцип действия, но более ограниченная функциональность.
Двигатель и управление
В форсированном двигателе В-92С2Ф мощностью 1130 л. с. установлены новые насос и форсунки, усиленные шатуны и пальцы, усилена конструкция картеров, улучшено качество литья. При производстве коленчатого вала стало использоваться азотирование. Улучшенный воздухоочиститель с увеличенным ресурсом. Обновлена система защиты и оповещения экипажа при нештатной работе двигателя. В-92С2Ф запускается при минимальной температуре холодного пуска −20 °С. Амплитуда запуска в промежутке от −50 °С до +50 °С. Максимальная высота эксплуатации — до 3000 метров над уровнем моря. Масса двигателя — 1,07 тонны. Удельная мощность — 0,72 кВт/кг (0,98 л. с./кг).
Выхлопная система расположена в надгусеничном патрубке для уменьшения температуры корпуса и заметности танка для систем ИК-наведения. В отличие от прежних дизелей В-46, В-84 и В-92 с отдельной механической трансмиссией, новый двигатель выполнен в едином унифицированном блоке с автоматической трансмиссией.
Впервые в российском основном танке применено управление на основе штурвала и система автоматического переключения передач (с возможностью перехода на ручную).

## Боевое применение
По данным SVD, для вторжения на Украину весной 2022 года было задействовано около 20 танков Т-90М. Как минимум две единицы было уничтожено. Минимум два танка было захвачено: один танк был подбит из гранатомета «Карл Густав» версии М4. Ранее уже сообщалось о подбитии другого Т-90М. В сентябре 2022 в ходе контрнаступления под Изюмом ВСУ захватили почти невредимый (без одной гусеницы) образец Т-90М в КССЗ «Накидка», ещё один Т-90М был захвачен в начале декабря.
К середине января 2023 года российские войска потеряли не менее 10 танков Т-90М, из которых, как минимум, два были подбиты из ручных гранатомётов, что указывает на то, что комплекс активной защиты танка эффективен не во всех случаях. Танк унаследовал слабые места всех танков серии Т-72: низ башни и маска орудия уязвимы для противотанковых снарядов и ПТУР. Однако, некоторые специалисты считают основной причиной потерь Т-90АМ не технические недостатки, а использование их без поддержки пехоты.

## Варианты
- Т-90СМ — экспортный вариант танка Т-90АМ был представлен публике 9 сентября 2011 года на полигоне «Старатель» в Нижнем Тагиле в рамках VIII международной выставки вооружений Russian Expo Arms-2011[25].
  - Т-90СМК — экспортный вариант командирского танка Т-90АМК.
- Т-90АМК — командирский вариант танка Т-90АМ.

## Операторы
- Россия: 100 единиц Т-90М в Сухопутных войсках по состоянию на февраль 2023 года[26]
- Украина: состоит на вооружении Национальной гвардии Украины по состоянию на февраль 2023 года (затрофеены в ходе вторжения РФ в Украину с 2022 года)[27].

## Галерея

Предположительно Т-90АМ на VIII международной выставке вооружений Russian Expo Arms 2011
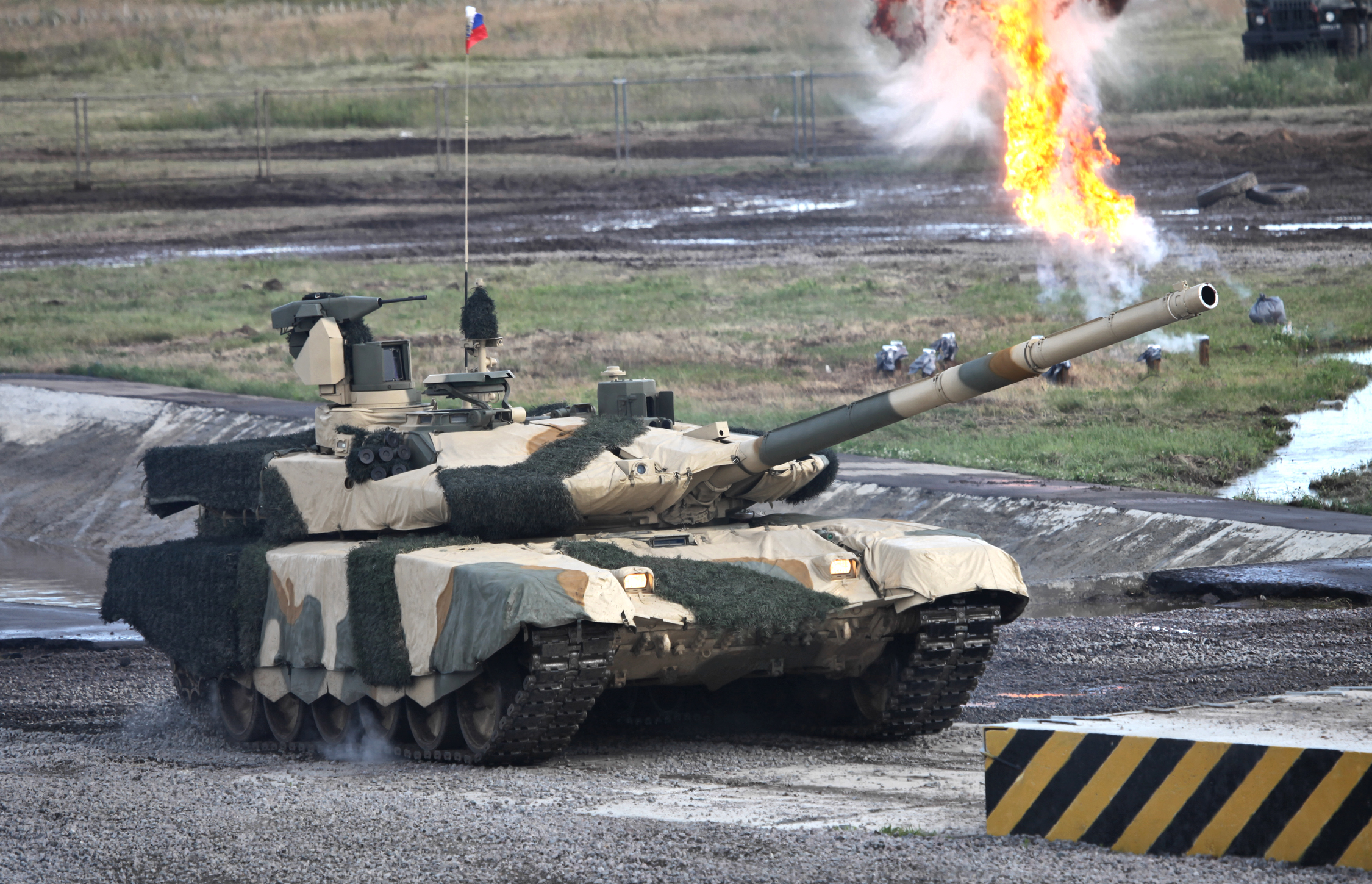
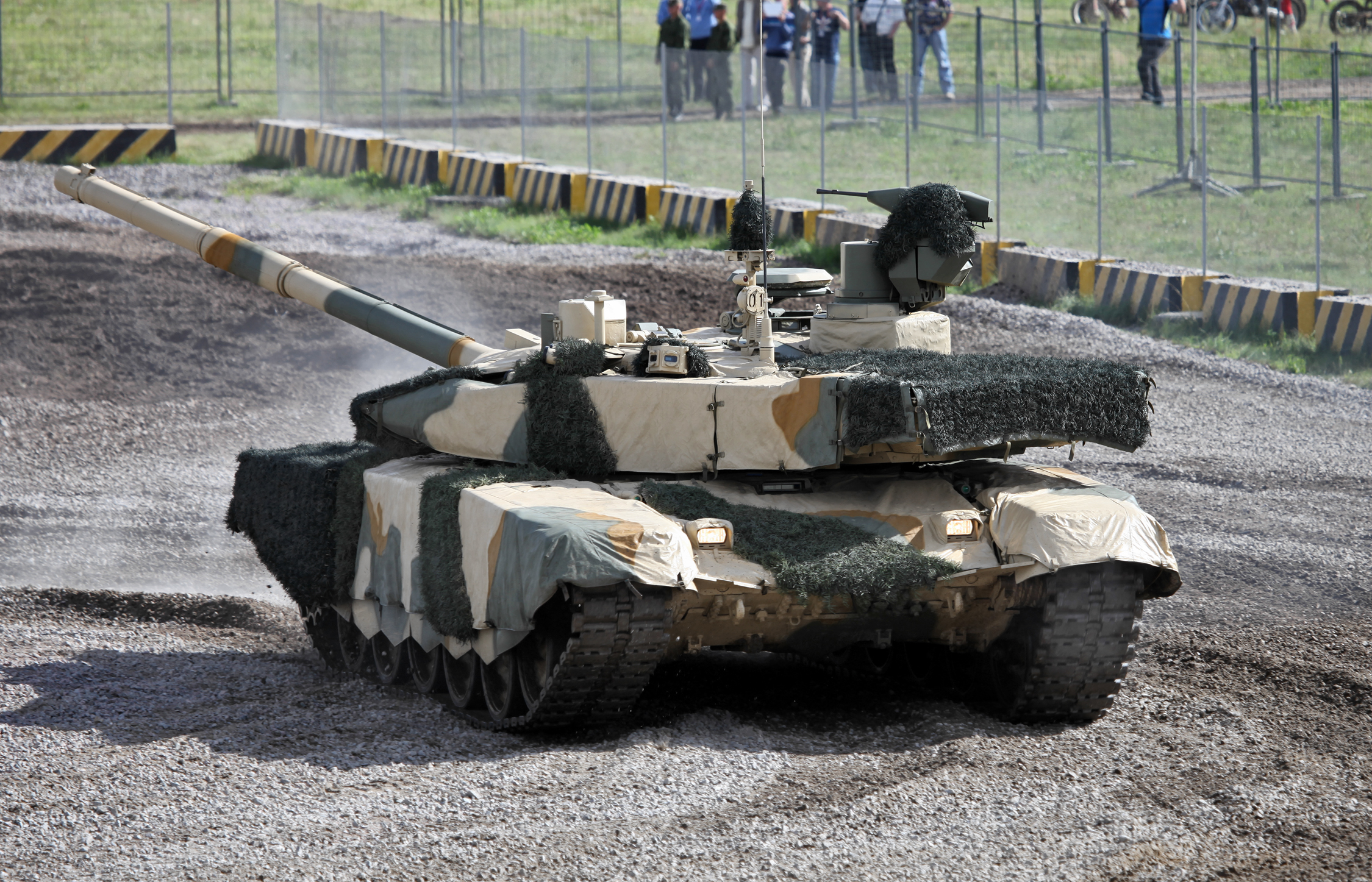
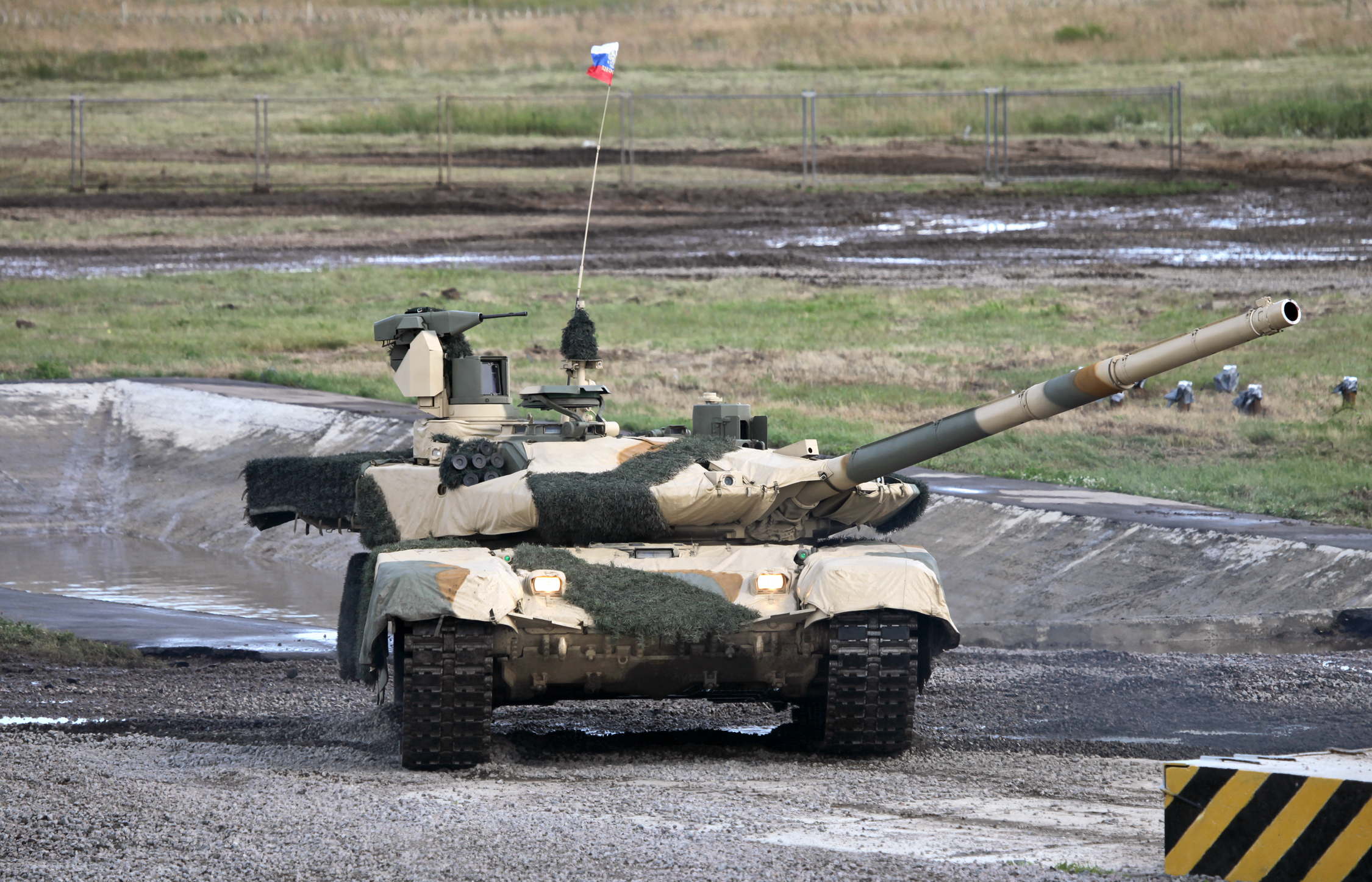
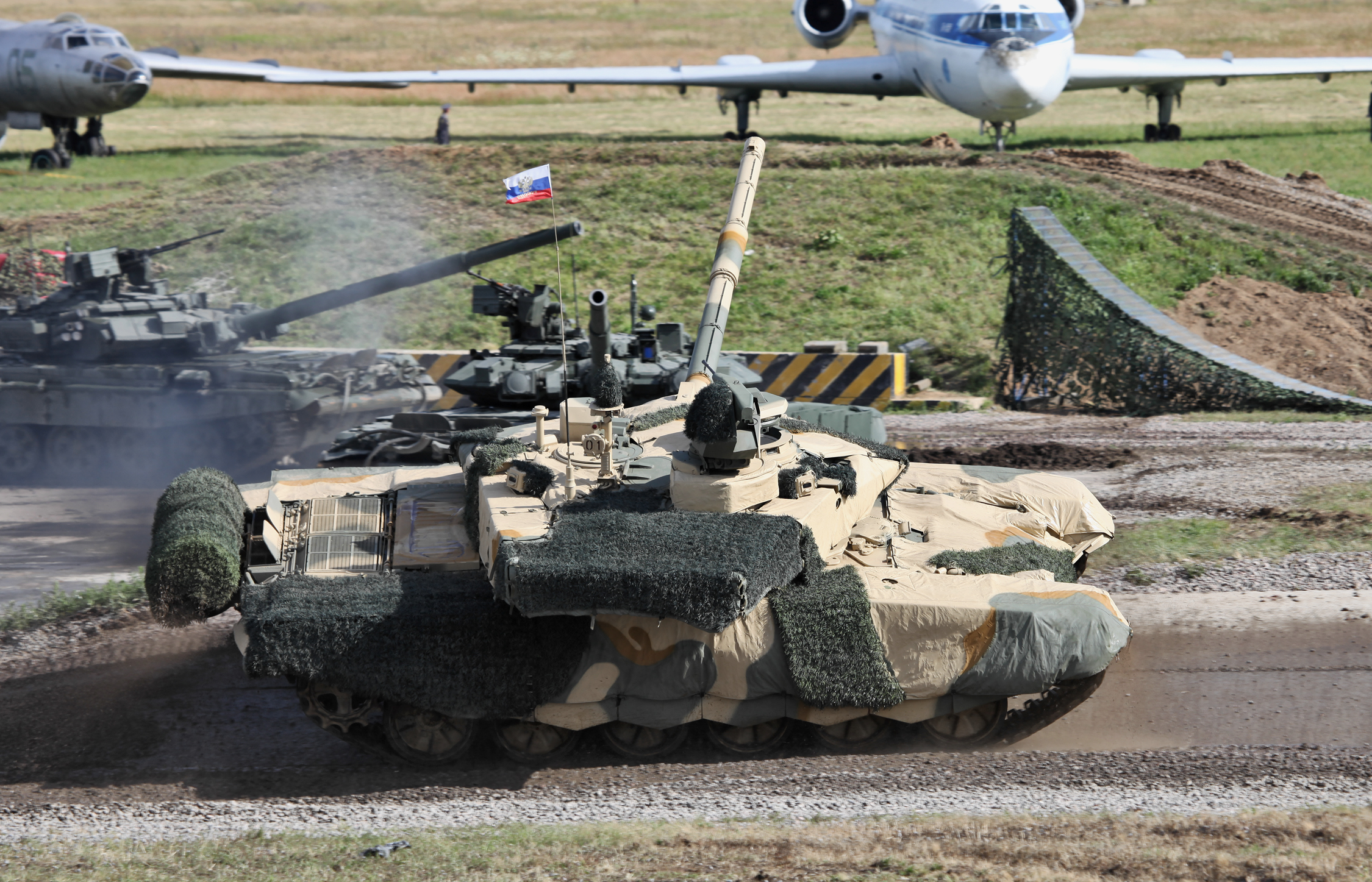
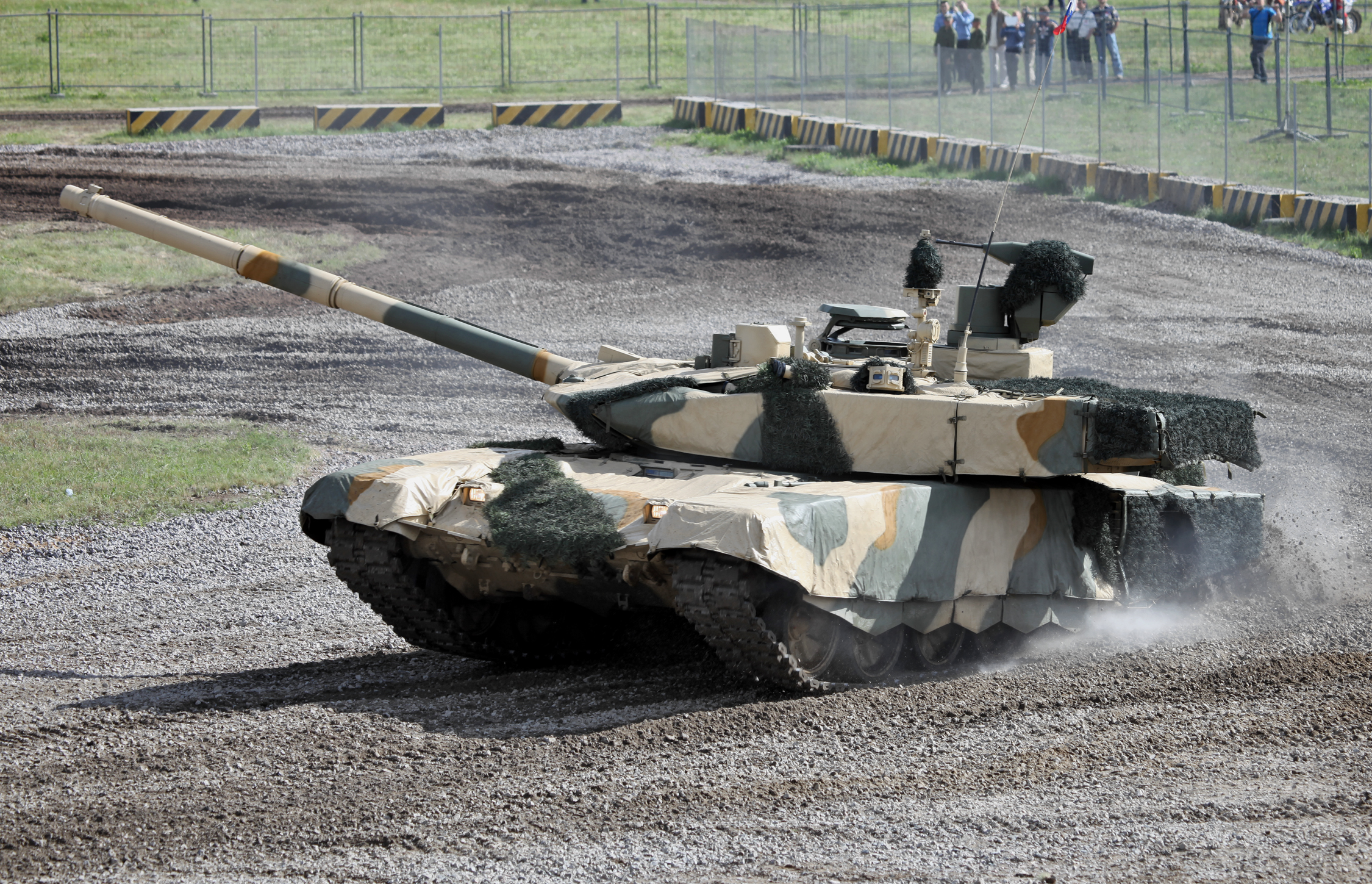

Т-90МС на международной выставке Армия 2016
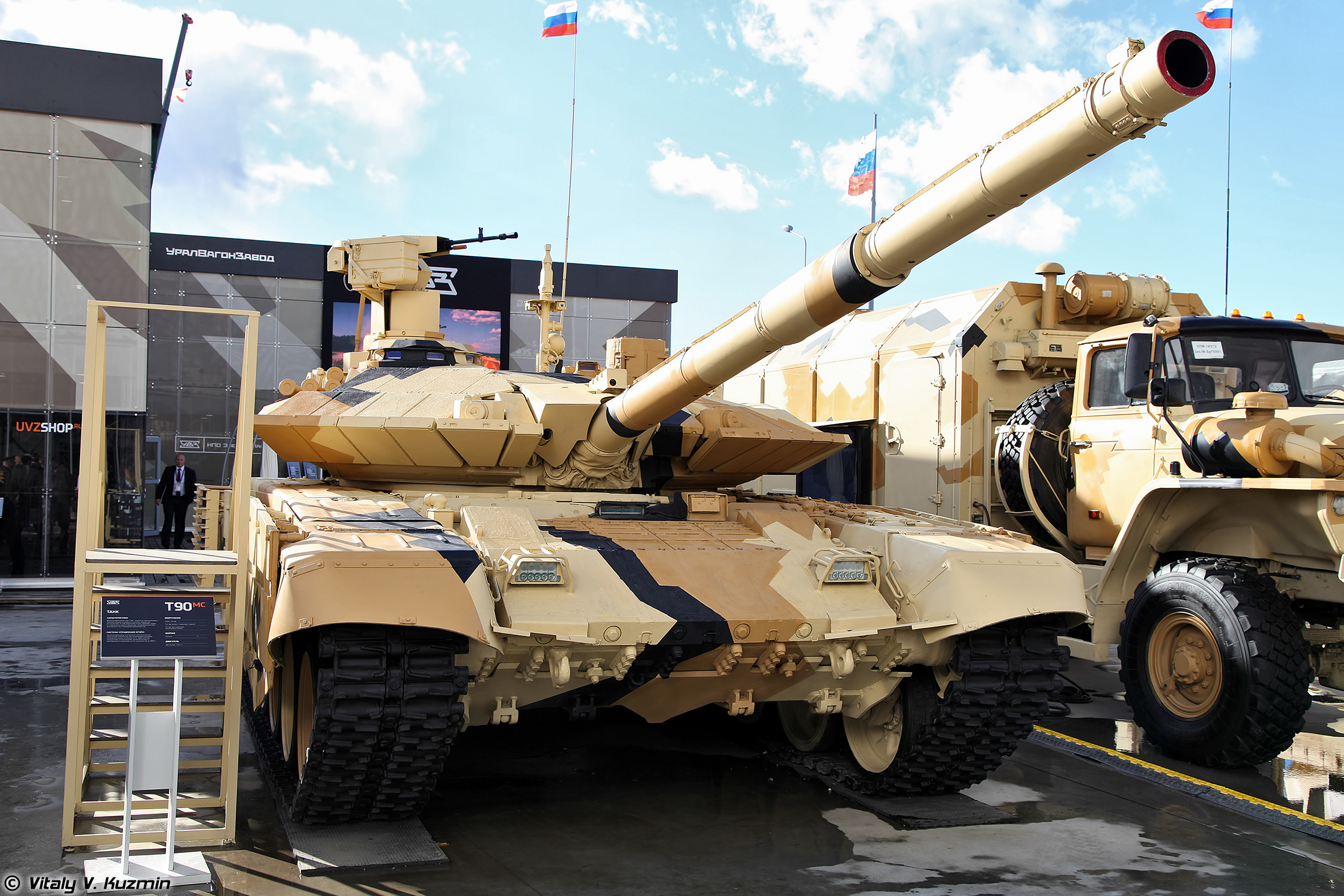
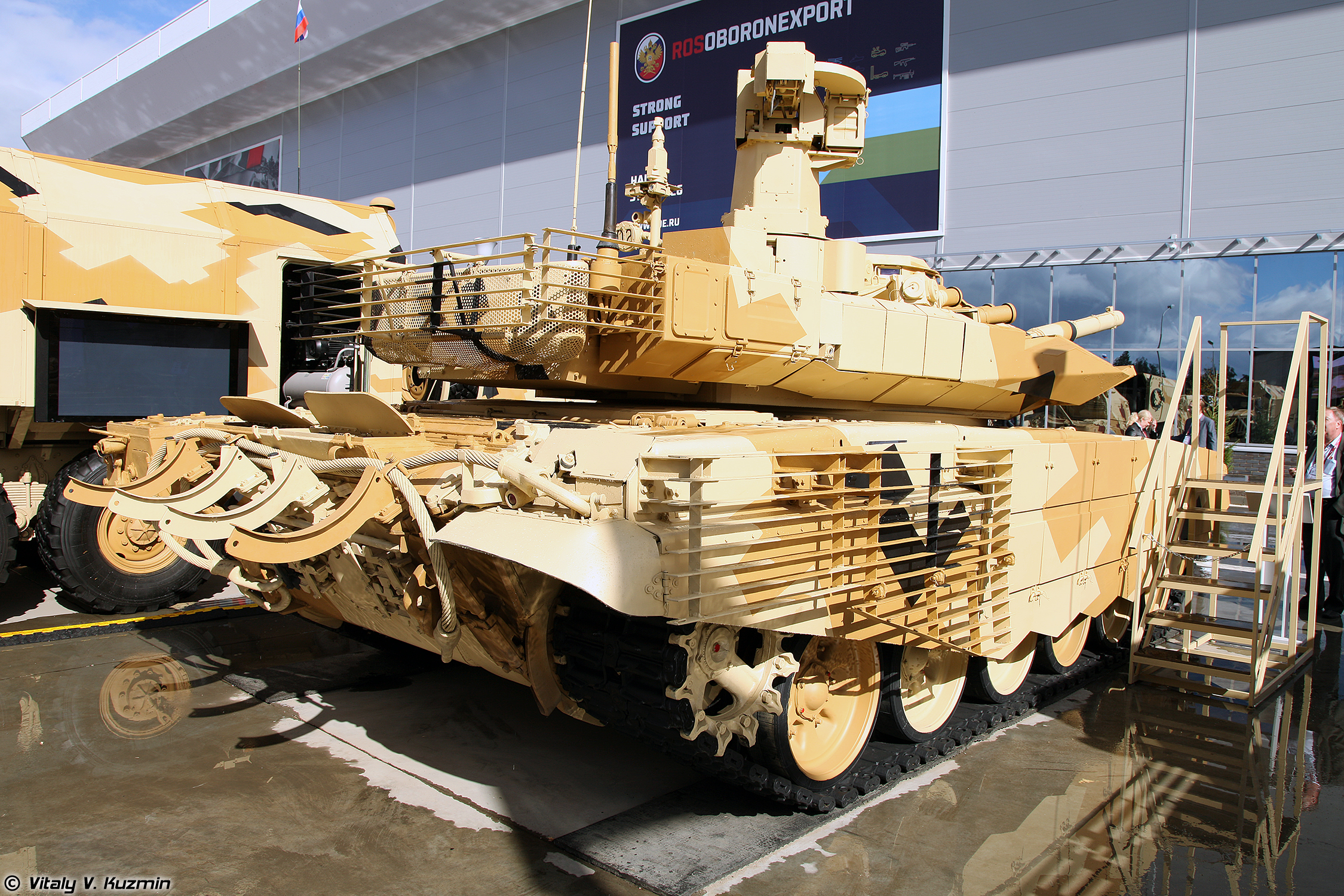
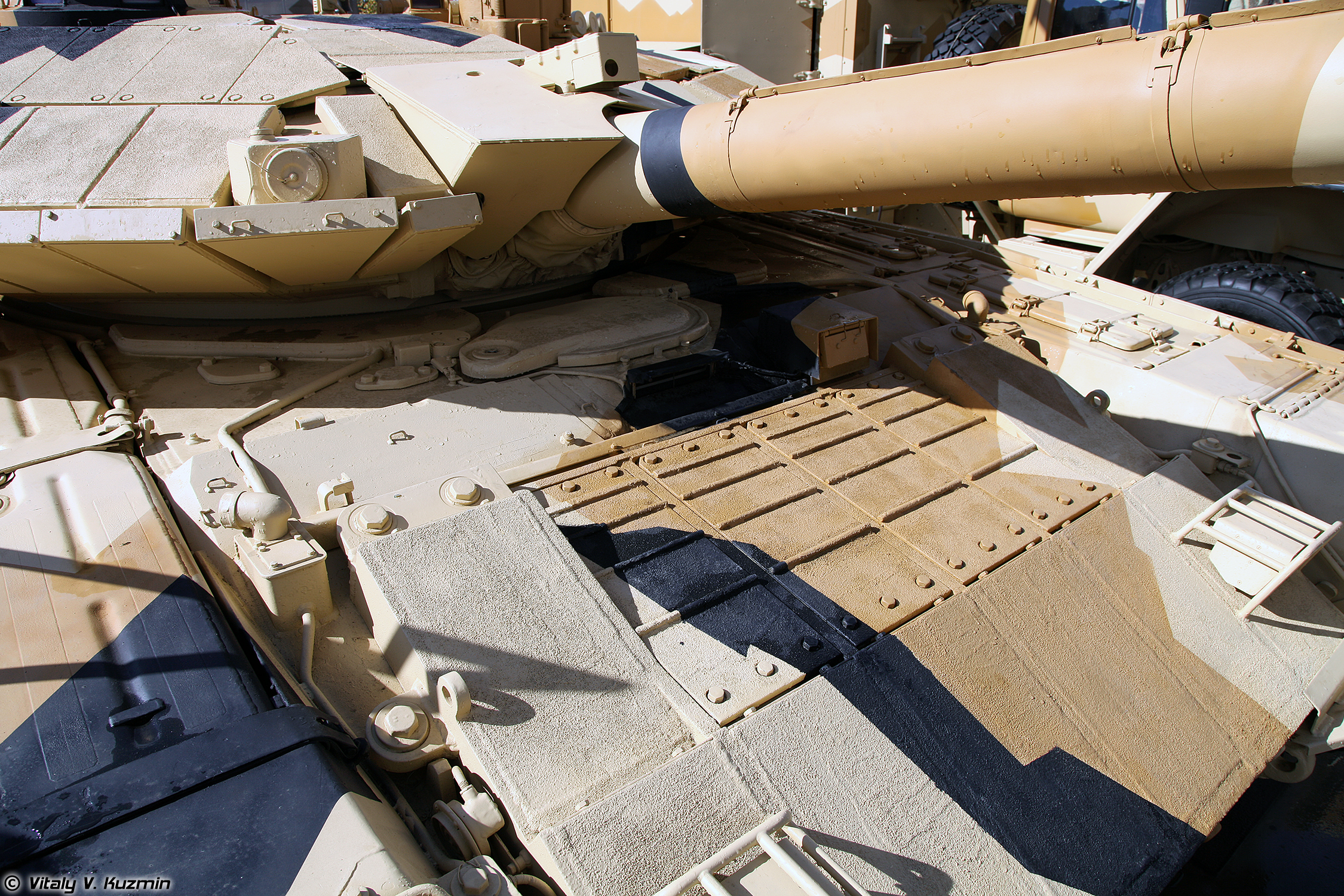
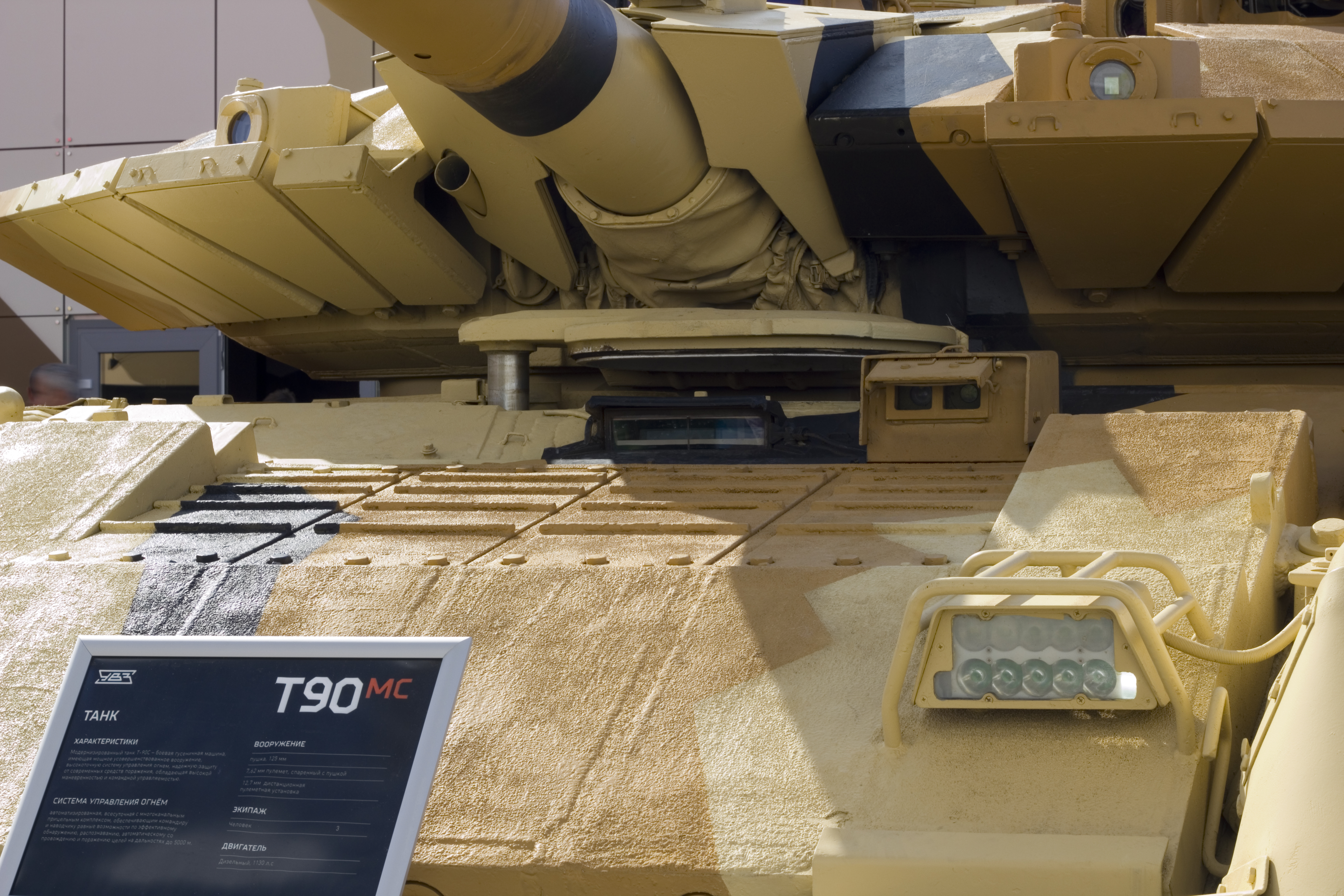
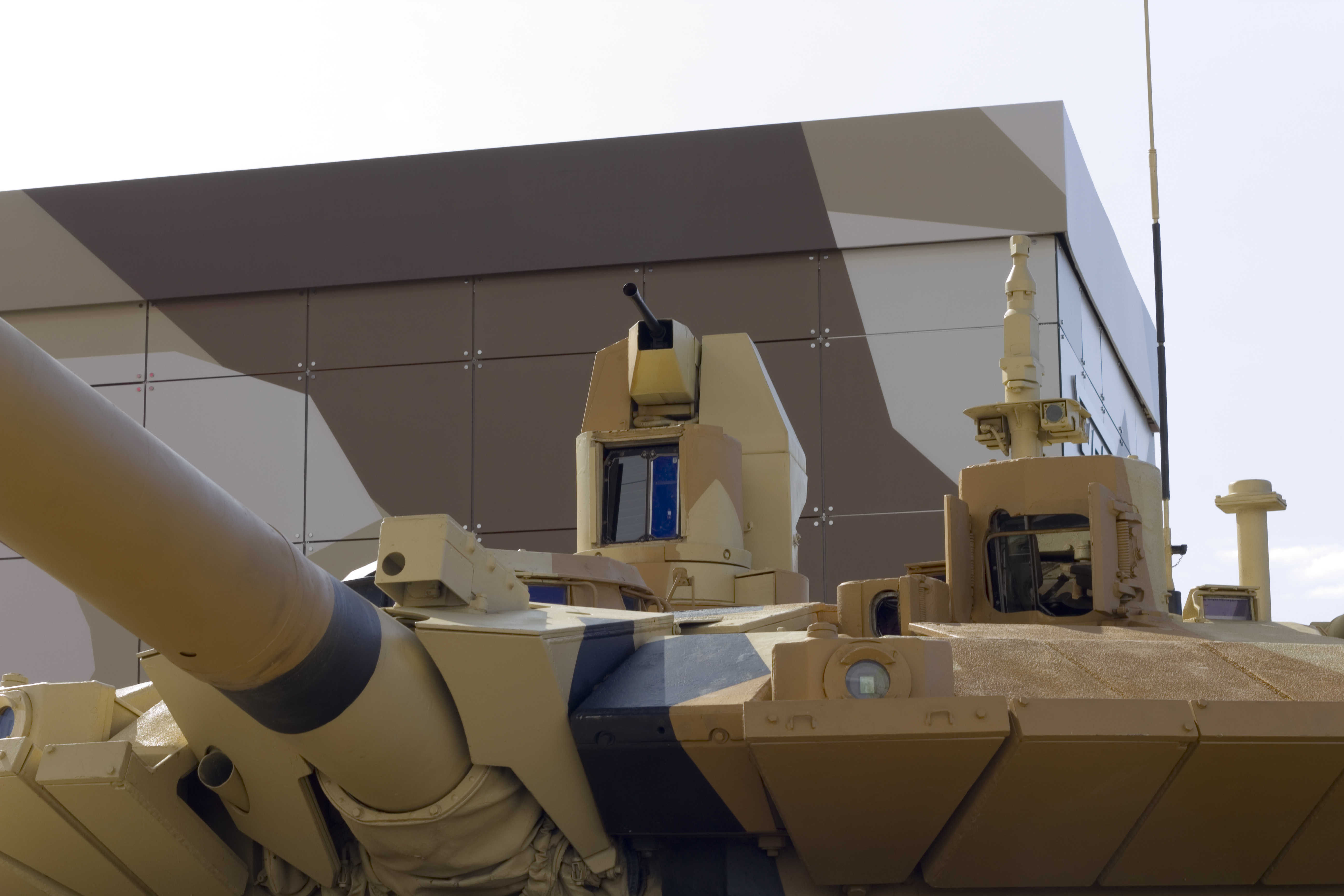